# Mjölskivling
Mjölskivling (Clitopilus prunulus) är en matnyttig och allmänt förekommande svamp i hösttider. Den växer i öppen lövskog och blandskog men också i parker på gräsmattor. Den har mjölaktig, men också spermatisk, doft och dess hatt är gråvit med mattskiftande pruinös textur. Den ger rosa sporavtryck.
Mjölskivlingen kan förväxlas med små vita exemplar av olika arter av trattskivlingar. Några av dessa, såsom gifttrattskivlingen, kan vara mycket giftiga.